# トリテン
トリテンは、吉本興業に所属していた日本のお笑いコンビ。2006年9月結成、2020年12月25日解散。

## 略歴
高校の同級生だった奥口と一徹により、2006年にコンビ結成。高校2年時に吉本興業主催のM-1甲子園2006に出場。九州予選優勝を経て、九州代表として全国大会に出場し、なんばグランド花月の舞台に立つ。高校卒業後、2008年に福岡よしもとオーディションに優勝し、福岡吉本19期生(東京NSC13期生扱い)として所属。
コンビ仲は非常に良く、福岡よしもとでは若手のエース格として舞台を中心に活動し、7年間の福岡における活動を経て、2015年1月末日にあるあるYY劇場での「トリテン送別会～今日20時35分小倉発の高速バスで上京します～」ライブを最後に上京。
その後は、渋谷ヨシモト∞ホールを中心に活動中。ヨシモト∞ホールにてEXIT・兼近大樹らと共に月曜から夜ふかし・関ジャニ∞ものまねユニット「∞から夜ふかし」(あかんジャニ∞)というユニットでも活動。
2020年12月25日トリテン約15年集大成ライブ『一徹社長になるってよ。』をもってコンビ解散。

## メンバー
おくぐちバドミントン（おくぐち ばどみんとん、1989年5月9日 - ）大分県佐伯市出身。本名・旧芸名は奥口ゆうや。
- ツッコミ担当、立ち位置は向かって右。
- A型、身長170cm、体重63kg。
- 通称「奥ちゃん」。
- やや高いハスキーな声質と、少年アイドルのような甘い顔立ちが特徴。
- 大の甘党である。
- しっかりした性格の持ち主だと評されることが多い。
- 関ジャニ∞の大ファンであり、番組で村上信五と当時メンバーであった錦戸亮と共演するも公私混同を嫌がり、ファンと明かしてはいないと自身のインスタライブで発言していた。
- バドミントンを得意としており、博多区社会人ダブルス大会優勝、高校時代は大分県シングルスベスト8の経歴をもつ。
- 2019年1月13日のトリテン東京初単独ライブ『おくぐち』をもって芸名をおくぐちバドミントンに変更。当初はバドぐちミントンの予定だったが、吉本より意味がわからないとNGが出た為、現在の芸名に落ち着いた。
- クレヨンしんちゃん好きでほぼ毎回映画の初日舞台挨拶を観に行っている。
- 肌が綺麗と言われると非常に喜ぶ。

一徹（いってつ、1989年5月23日 - ）大分県佐伯市出身。
- ボケ担当。立ち位置は向かって左。
- A型、身長183cm、体重123kg。
- 巨漢で非常に強烈なルックスの持ち主。つかみとして「チャオ!」と決めポーズをとり、その気持ち悪さに相方が客席に気を遣うというくだりがある。
- 人をイライラさせることが特技。そのダメ人間ぶりを相方のブログで暴露されることが多く、最近では遊び仲間で先輩でもあるウーマンラッシュアワーの村本大輔も自身のラジオ番組で彼のエピソードを語ることが多々ある。
- 2015年1月に上京するも、そのタイミングでようやく新居の契約を行ったため、すぐの入居は叶わなかった。お金がないのでヒッチハイクで一時的に福岡に帰るものの、大々的に見送られた直後のため福岡の知人にはこのことを伝えず、ほぼ極秘の出戻りであった。[1]
- 福岡よしもとでの最後のライブの開演時間を間違え、後輩と100円均一で買い物をしていた為、ライブに遅刻し最後のネタにもかかわらず、相方が１人でネタを披露した。
- 元彼女が別れた腹いせでR-1ぐらんぷりに出場し、本人よりも爆笑をとっていたとウーマンラッシュアワー村本にラジオで暴露されていた。
- 親の仕送りで二重整形をしている。

## 特徴
主に漫才。漫才中に歌やリズムをうまく使ったネタが多い。
その他に、一徹がマツコ・デラックス、奥口が村上信五（関ジャニ∞）に扮して、『月曜から夜ふかし』(日本テレビ)のモノマネをすることもあった。その際は番組に合わせて立ち位置を逆にしていた。

## 出囃子
関ジャニ∞「Ｔ・Ｗ・Ｌ」

## 出演番組

### テレビ
- あるあるYYテレビ（TVQ九州放送） - 隔週月曜日レギュラー
- コレカラ（TNCテレビ西日本） - 不定期
- 本能Z(中部日本放送) - ウーマンラッシュアワー村本オススメの後輩として出演
- ABChanZoo(テレビ東京2016年7月31日)
- 爆笑そっくりものまね紅白歌合戦スペシャル(フジテレビ2017年6月2日)
- ガリゲル(読売テレビ2017年8月19日)
- ウチのガヤがすみません(日本テレビ2018年1月30日／ゲスト:錦戸亮)※おくぐちバドミントンのみ
- 芸人調べ(テレビ朝日2018年8月24日)※おくぐちバドミントンのみ
- スマートフォンデュ（テレビ朝日、2018年10月25日)[2]
- NHK杯 輝け！！全日本大失敗選手権大会～みんなが出るテレビ～(NHK2019年11月30日・2020年3月28日)※おくぐちバドミントンのみ

脚注
1. ↑  ウーマンラッシュアワーのオールナイトニッポン0(ZERO)2015年2月5日放送回より。
2. ↑  “ネクストブレーク芸人40組が生放送で“超ショートネタ祭り”NGT48中井りかが毒舌判定？”.   エキサイトニュース (2018年10月25日). 2019年12月20日閲覧。